# Schlafkrankheit (Film)
Schlafkrankheit ist ein Spielfilm des deutschen Regisseurs Ulrich Köhler aus dem Jahr 2011. In dem Drama um einen deutschen Entwicklungshelfer (gespielt von Pierre Bokma) im westafrikanischen Kamerun werden die Probleme der Entwicklungshilfe thematisiert. Der Kinostart in Deutschland erfolgte am 23. Juni 2011. Köhlers Regiearbeit wurde mehrfach ausgezeichnet, unter anderem mit dem deutschen Filmkunstpreis und dem Preis für die beste Regie (Silberner Bär) der Internationalen Filmfestspiele Berlin.
Der Film wurde von Komplizen Film in Koproduktion mit öFilm, Why Not Productions, IDTV Film und in Kooperation mit dem deutsch-französischen Fernsehsender ARTE sowie dem ZDF produziert.

## Handlung
Der niederländische Arzt und Entwicklungshelfer Ebbo Velten arbeitet seit fast 20 Jahren zusammen mit seiner Frau in verschiedenen afrikanischen Ländern. Ihre Tochter Helen besucht ein Internat in Wetzlar in Deutschland. Nach einem Besuch von Helen entscheidet sich die Familie, nach Deutschland zurückzukehren.
Drei Jahre später: Dem Zuschauer wird Alex Nzila, ein junger Angestellter der Weltgesundheitsorganisation mit kongolesischen Wurzeln, vorgestellt, der ein Entwicklungshilfeprojekt in Kamerun evaluieren soll. Es handelt sich um ein Projekt zur Eindämmung einer Schlafkrankheitsepidemie, das der zurückgebliebene Ebbo leitet. Alex trifft Ebbo, nun ein destruktiver, verlorener Mensch, zerrissen zwischen seiner Frau in Deutschland und seiner neuen Familie, die er sich in Kamerun aufgebaut hat.

## Entstehungsgeschichte
Köhler, der Sohn von Entwicklungshelfern, verbrachte einen Teil seiner Kindheit in der Republik Kongo. Diese Erfahrungen, verbunden mit neueren Recherchen, die Köhler in verschiedenen afrikanischen Ländern durchführte, bilden die Basis für den Film, der vorrangig aus kleinen Alltagsbeobachtungen besteht, die Wahrheiten über die postkoloniale Beziehung zwischen Europa und Afrika ins Bild setzen.

## Kritiken
Die Zeit bezeichnete den Film als „eine erhellende Expedition, einen Blick auf unseren Blick auf einen fremden Kontinent“ mit dem „überraschendsten Ende, das man seit Langem im deutschen Kino gesehen hat“. Der Spiegel titelte: „Endlich ein entwickelter Blick auf Afrika“, indem es Ulrich Köhler gelingt, „die Fortschritte des Kontinents zu zeigen und ihm gleichzeitig sein Geheimnis zu lassen“.

## Auszeichnungen
- 2011: Preis für die beste Regie (Silberner Bär) der Internationalen Filmfestspiele Berlin
- 2011: Filmkunstpreis des Festivals des deutschen Films